# 파벨 나히모프
파벨 스테파노비치 나히모프(러시아어: Па́вел Степа́нович Нахи́мов, 영어: Pavel Stepanovich Nakhimov, 1802년 7월 5일~1855년 7월 12일)는 러시아의 해군 장교이다.
그는 크림 전쟁에 참전해 시노프 해전에서 오스만의 해군을 격파한다. 그리고 1855년 세바스토폴 포위전에서 전사한다.